# The Staple Singers
Staple Singers – amerykańska grupa muzyczna związana z gatunkiem rytm and blues i gospel.
Grupa została założona przez weterana bluesa Roebucka „Pops” Staplesa w 1948 w Chicago. W grupie występował on sam i jego czwórką muzykalnych dzieci, synem Pervisem i trzema córkami Mavis, Yvonne i Cleothą. Początkowo grupa śpiewała w kościołach tradycyjny gospel. Z czasem skierowała się w kierunku rhyhtm and bluesa, nigdy jednak nie tracąc swego pierwotnego brzmienia. W latach sześćdziesiątych grupa zainteresowała się także muzyką folk wprowadzając pewne jej elementy do gospel. Grupa zaliczana jest do grupy najwybitniejszych przedstawicieli chrześcijańskiego rocka. Do największych przebojów zespołu należą „I'll Take You There, Let's Do It Again”, „For What It's Worth”, „Marching Up Jesus' Highway”, „Heavy Makes You Happy (Sha-Na-Boom Boom)” i wiele innych.
W 1999 grupa Staple Singers została wprowadzona do Rock and Roll Hall of Fame.

## Muzycy
- Roebuck „Pops” Staples – gitara, śpiew
- Mavis Staples – śpiew
- Pervis Staples – śpiew
- Yvonne Staples – śpiew
- Cleotha Staples – śpiew

## Dyskografia
- 1959 Uncloudy Day
- 1961 Swing Low Sweet Chariot
- 1962 Hammer and Nails
- 1962 Swing Low
- 1962 The 25th Day of December
- 1963 Gamblin' Man
- 1964 This Little Light
- 1965 Amen!
- 1965 Freedom Highway
- 1967 For What It's Worth
- 1968 Soul Folk in Action
- 1969 Will the Circle Be Unbroken
- 1970 Landlord
- 1970 We'll Get Over
- 1971 The Staple Swingers
- 1972 Be Altitude: Respect Yourself
- 1973 Be What You Are
- 1974 City in the Sky
- 1975 Let's Do It Again
- 1976 Pass It On
- 1977 Family Tree
- 1978 Unlock Your Mind
- 1981 Hold on to Your Dream
- 1981 This Time Around
- 1984 Turning Point
- 1985 The Staple Singers
- 1991 Sit Down Servant
- 1991 Swingline Nashboro
- 2003 Gospel Greats
- 2004 Reach Out and Touch...Live